# Laubbläser

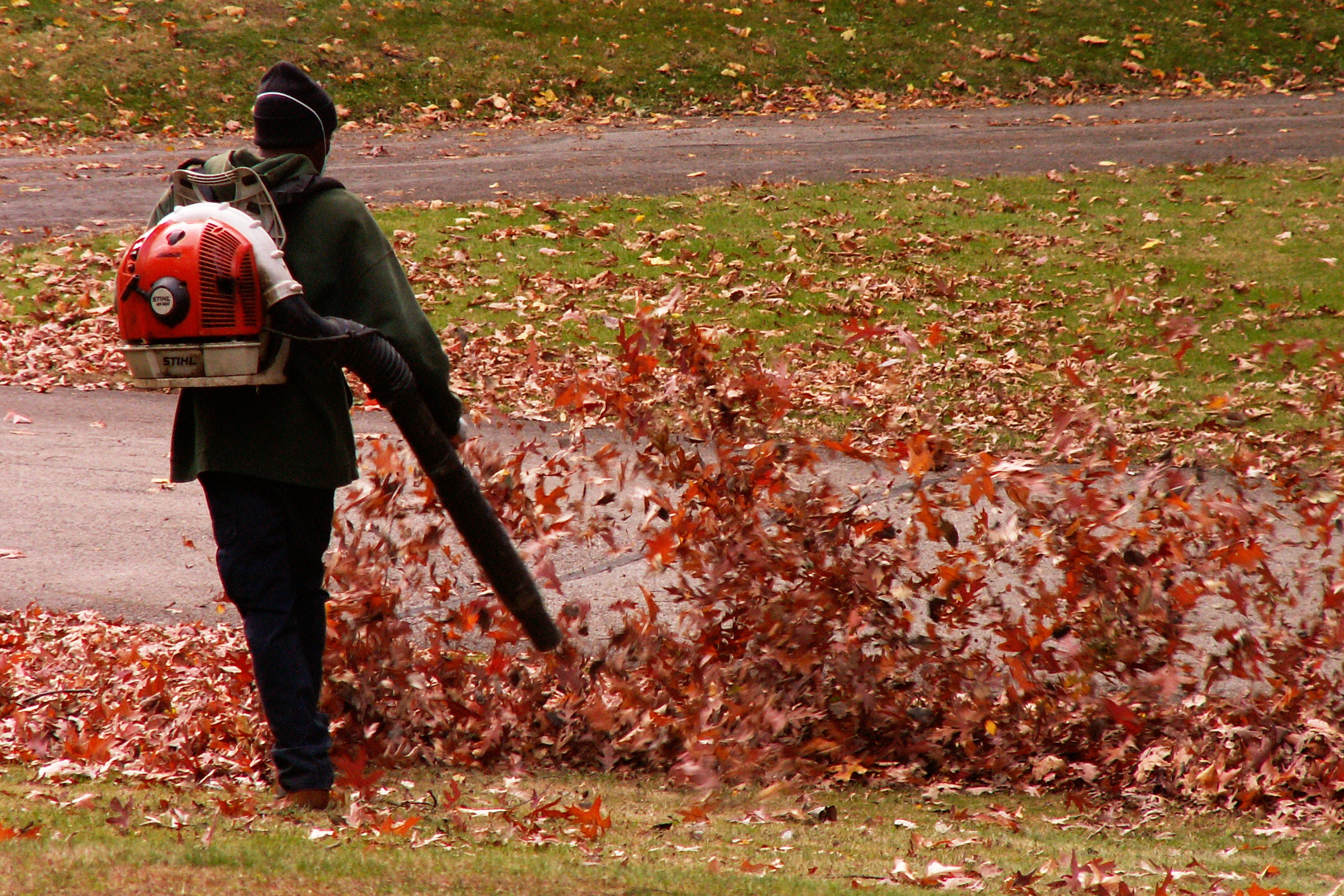
Person mit einem tragbaren Laubbläser

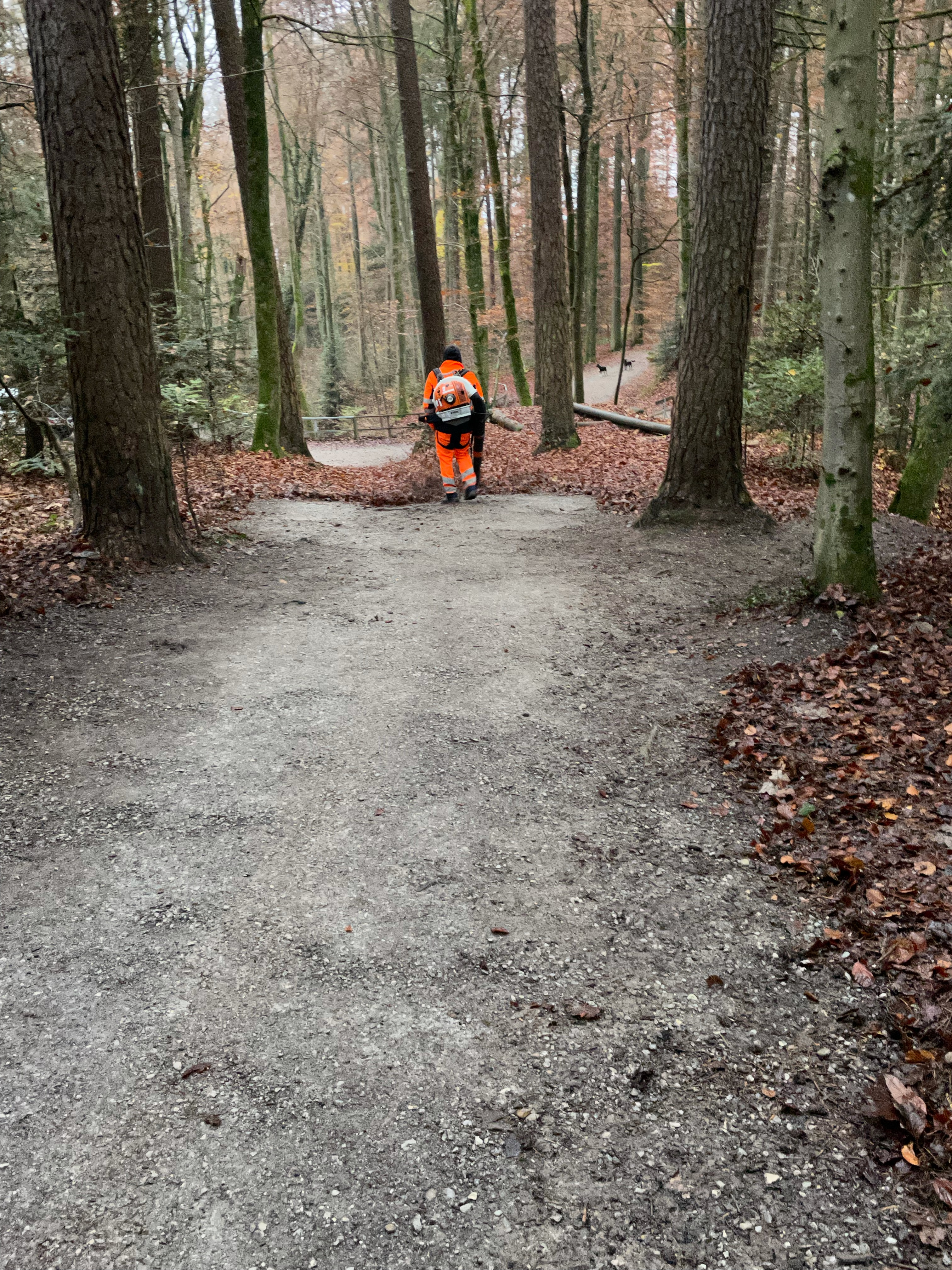
Einsatz eines Laubbläsers auf einem Waldweg

Ein Laubbläser ist ein elektrisches oder mit Verbrennungsmotor betriebenes Gartengerät zum Fortblasen oder Konzentrieren von Laub, sowie von Zweigen, kleinerem Astwerk, trockenem Gras, Früchten, Sand und Staub. Im deutschen Sprachgebiet ist er seit dem Ende der 1990er Jahre verbreitet und ermöglicht ähnliche Arbeiten wie mit einer Harke, einem Rechen oder mit einem Besen.
Es gibt verschiedene bauliche Varianten: Die einfachsten Geräte werden frei in einer Hand gehalten, daneben gibt es Bauarten, bei denen der Motor oder ein Akkupaket auf dem Rücken getragen wird. Es gibt sie auch als Anbauteil für ein Kombigerät, das dann, ggf. auch mit einem Tragegestell, seitlich geführt wird. Gemeinsam ist allen Geräten, dass die Luft über eine Düse am Ende eines Rohres ausgestoßen wird, die vom Benutzer kurz über dem Boden geführt wird. Einige Geräte erlauben, dass das Rohr alternativ am Eingang angeflanscht wird, damit kann dann das Laub u. ä. angesaugt und in einen angebrachten Sack geblasen werden.
Mitunter werden Laubbläser auch auf Waldwegen eingesetzt. Damit soll verhindert werden, dass sich auf den Wegen eine Humusschicht bildet.

## Nachteile
Neben dem erwünschten Effekt des Beseitigens von Laub und kleinen Ästen sind mehrere Nachteile gegenüber der traditionellen Methode des Zusammenrechens mittels eines Laubrechens festzustellen:
- Kleinstlebewesen werden gleichfalls beseitigt;
- hohe Geräuschentwicklung, insbesondere für die Umwelt – viele dieser Apparate dürfen nur mit Lärmschutzvorkehrungen (Ohrenschützer) eingesetzt werden;
- insbesondere bei trockener Witterung wird mit dem Laub auch Staub und anhaftender Dreck aufgewirbelt;
- bei Betrieb von Geräten mit Verbrennungsmotor kommt es unter anderem zur Emission von gesundheits- und klimaschädlichen Stickoxiden und Kohlenwasserstoffen.
- Das Fortblasen von Laub von privaten Grundstücken oder Gehwegen hat nur einen lokalen Effekt, das Laub wird in der äußeren Umgebung verteilt statt gesammelt und entsorgt. Das Problem wird vielmehr verschoben als gelöst.

## Vorteile
Gerade im gewerblichen Bereich werden Laubbläser aufgrund der folgenden Vorteile sehr häufig eingesetzt:
- Im Vergleich zu mechanischen Methoden lässt sich in der gleichen Zeit eine deutlich größere Menge an Material bewegen, der Einsatz stellt daher einen erheblichen Effizienzgewinn dar.
- Der zeitliche Effizienzgewinn ist bei größeren Flächen mit nur wenigen einzusammelnden Mengen besonders groß.
- Gerade auf asphaltierten oder gepflasterten Flächen ermöglichen Blasgeräte einen einzigen Arbeitsgang, statt mehrerer mit verschiedenen Werkzeugen (Grob- und Feinrechen, Besen …).
- Es lassen sich auch Materialien mobilisieren, die mit Rechen, Besen usw. nicht erreichbar sind und händisch eingesammelt werden müssen (Laub/Schnittgut zwischen Kies, Mulch oder sonstigen Schüttungen, sowie zwischen Pflanzen oder hinter Gittern).
- Für die Anwender ergibt sich eine erhebliche körperliche Arbeitserleichterung im Vergleich zu mechanischem Aufnehmen von Schnittgut. Dies gilt insbesondere, da dieser Arbeitsschritt oft als letztes am Ende eines Arbeitstages durchgeführt wird.

## Rechtliches
In Deutschland gelten für Laubbläser im Unterschied zu anderen Maschinen keine Emissionsgrenzwerte für Lärm, hingegen uneingeschränkt für Abgase.
In Wohngebieten dürfen Laubbläser gemäß § 7 der Geräte- und Maschinenlärmschutzverordnung nur werktags zwischen 9 und 13 Uhr und zwischen 15 und 17 Uhr verwendet werden. Sie fallen unter Artikel 13 der Richtlinie 2000/14/EG. Die Verordnung unterscheidet nicht, ob ein Gerät gewerblich oder privat benutzt wird; die darin vorgesehenen Verbotszeiten gelten also auch z. B. für Hausmeisterdienste und Gärtner.
Seit dem 1. Oktober 2014 gilt in den österreichischen Städten Graz und Leibnitz sowie in der Gemeinde Kaindorf an der Sulm ein Verbot für diese Geräte. Dieses Verbot wurde in die Steiermärkische Luftreinhalteverordnung aufgenommen.
In den USA sind diese Geräte wegen der Lärmentfaltung in einigen Gemeinden seit den 1970er Jahren verboten.
In Deutschland forderten 2019 das Bundesumweltministerium und das Bundesamt für Naturschutz Privatleute auf, aus Umweltgründen keine Laubbläser zu verwenden. Das Umweltministerium forderte außerdem die Kommunen auf, die umstrittenen Geräte nur dort und dann einzusetzen, wenn dies als wesentlich erscheint.

## In der Kultur
Der bayrische Kabarettist Gerhard Polt trat in seinem Programm Offener Vollzug (2008) als Papst Benedikt XVI. mit einem Laubbläser auf. Im satirischen Roman Er ist wieder da von Timur Vermes (2012) philosophiert der ins Berlin des Jahres 2011 versetzte Adolf Hitler über einen Mann, der unter seinem Hotelfenster trotz starkem Wind Laub bläst, als Beispiel für einen nationalsozialistischen Befehlsempfänger.